# آرام‌بخش

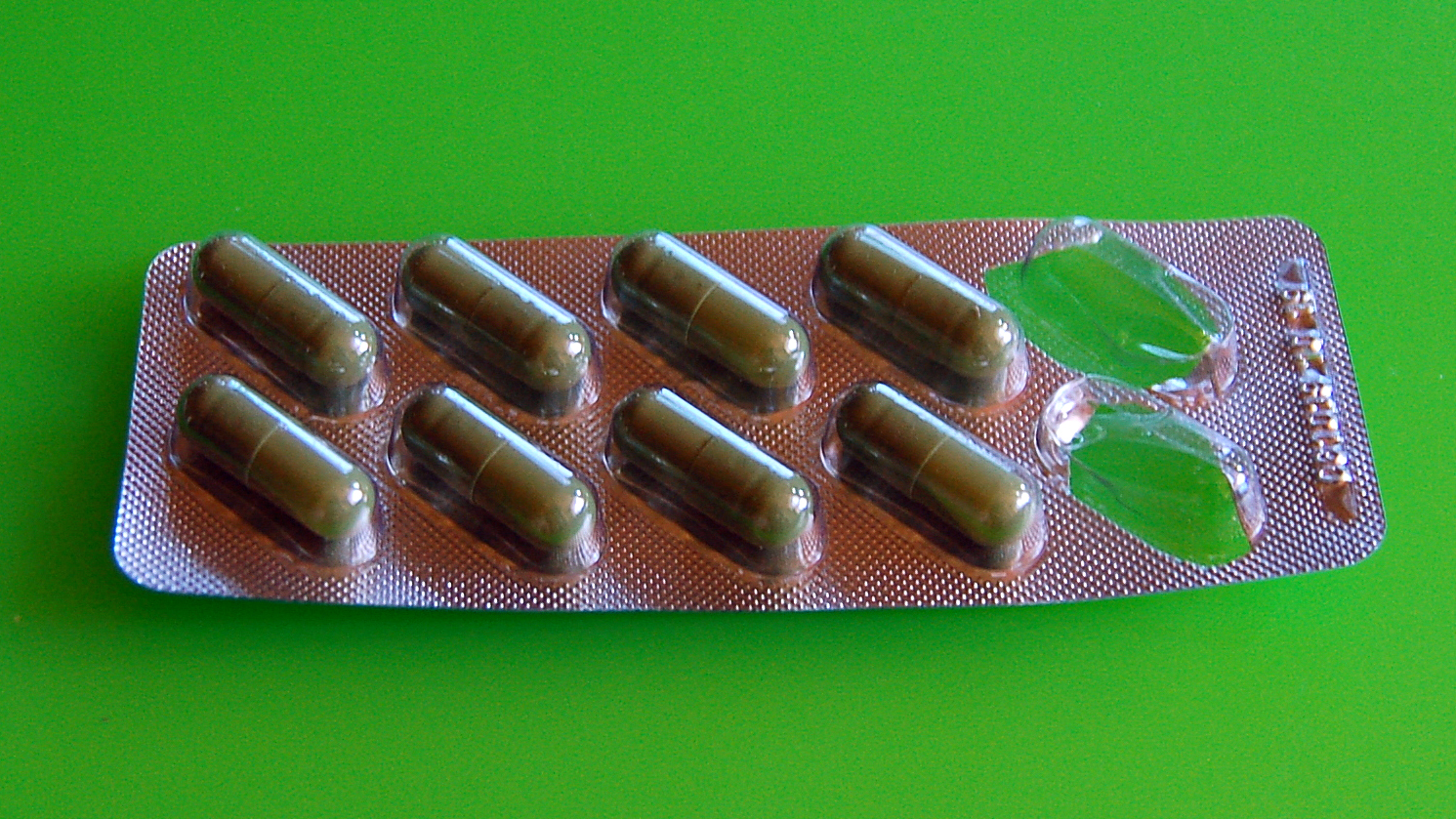
نمونه داروی آرام‌بخش

آرام‌بخش‌ها (به انگلیسی: Sedative) داروهایی هستند که آثار آرام‌بخش و رخوت‌آور دارند و معمولاً برای افرادی که مضطرب و نگران بوده و دچار افسردگی باشند تجویز می‌شوند. استفادهٔ این داروها در زمان کوتاه می‌تواند مفید باشد اما مصرف طولانی‌مدت آن‌ها ممکن است سبب ایجاد اعتیاد‌های دارویی شود. قرص‌ها و شربت‌های خواب‌آور مانند دیازپام از این قبیل داروها به‌شمار می‌روند. آرام‌بخش‌ها مواد کنترل‌شده‌ای هستند که تولید و فروش آن‌ها تنظیم شده است. دلیلی که آرام‌بخش‌ها تنظیم می‌شوند این است که قرص آرام‌بخش حاوی مواد مخدر می‌تواند بسیار اعتیادآور باشد؛ بنابراین مهم است که هنگام استفاده از این داروها مراقب بود تا از وابستگی و اعتیاد جلوگیری شود. این قرص‌ها باید فقط در صورت تجویز پزشک و طبق دستور، مصرف شوند.